# 東京演劇アンサンブル
東京演劇アンサンブル（とうきょうえんげきあんさんぶる）は埼玉県新座市にある劇団。英語表記は「Tokyo Engeki Ensemble」で略称TEE。

## 概要
1954年に俳優座養成所3期生の入江洋佑・本郷淳・愛川欽也ら15名が前身である劇団三期会を結成。チェホフ会の演出家広渡常敏と俳優の塚本信夫らも参加した。同年11月に第1回の本公演アーサー・ミラーの「みんな我が子」。最初の目的地は鹿児島県だった。1972年に東京演劇アンサンブルに改名。
1957年に初のオリジナル作品「明日を紡ぐ娘たち」を上演。第3回新劇戯曲賞佳作賞を受賞。
ブレヒト作品が多く、最初の作品は1958年の「カルラールのおかみさんの銃」。1980年に練馬区にあるかつての映画スタジオを借りて改装「ブレヒトの芝居小屋」を名付け拠点となり、ブレヒト作品を中心に上演したが、老朽化が進み、2019年3月を最後に閉館。
創立から代表を務めた広渡常敏が2006年に死去して以降は入江洋佑と志賀澤子と共同で行っていた。2019年6月30日に、永きに渡り活動の拠点としていたブレヒトの芝居小屋を閉じて、埼玉県新座市に引っ越した矢先、入江が同年8月に死去し、志賀が単独で代表となった。